# 久良岐郡
- 令制国一覧 > 東海道 > 武蔵国 > 久良岐郡
- 日本 > 関東地方 > 神奈川県 > 久良岐郡

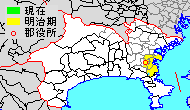
神奈川県久良岐郡の範囲（水色：後に他郡から編入した区域）

久良岐郡（くらきぐん）は、神奈川県（武蔵国）にあった郡。現在は、中村川と堀割川の分岐点の久良岐橋、久良岐公園、横浜市能楽堂（久良岐能舞台）にその名をとどめる。

## 郡域
1878年（明治11年）に行政区画として発足した当時の郡域は、横浜市中区、西区（浅間町、岡野等を除く）、磯子区、金沢区（朝比奈町等を除く）および南区の大部分（六ツ川四丁目を除く）、港南区の一部（芹が谷・東芹が谷・上永谷・下永谷・東永谷・丸山台・日限山・上永谷町・野庭町の各町を除いた地域）にあたる。ただし、同年に設置された横浜区に属した区域（発足時の横浜市域に同じ。横浜市#行政区域の変遷を参照）は除く。
古代の郡域はさらに北の鶴見川まで広がっていたと見られている。戦国時代の永禄ごろまでは神奈川以東の地も郡域としていたが、同地辺りは徐々に橘樹郡に編入され、江戸時代の元禄年間の境界改正により、太田村・永田村などが橘樹郡との郡界とされた。

### 隣接していた郡
行政区画として発足した当時に隣接していた郡は以下の通り。
- 神奈川県 ： 橘樹郡、鎌倉郡、三浦郡

## 歴史

### 古代 - 中世
- 534年 - 武蔵国造の乱後に献上された4つの屯倉の1つ、倉樔屯倉（のちの武蔵国の一部）は、「倉樔」（くらす）を「倉樹」（くらき）の誤記として、のちの久良岐郡にあたると推測されている。
- 郡衙の場所は判明していない。磯子区栗木、港南区笹下や、南区弘明寺にあったと推定されている。
- 700年頃 - 藤原京跡から出土した木簡に久良郡[3]の文字
- 768年 - 続日本紀に「武蔵国橘樹郡人飛鳥部吉志五百国於同国久良郡獲白雉献焉」の記述
- 938年 - 和名類聚抄に、久良郡八ヶ郷（鮎浦郷、大井郷、服田郷、星川郷、郡家郷、諸岡郷、州名郷、良椅郷）の記述。なお鮎浦に関しては和名類聚抄の当該字は「鮎」ではなく「鮐（ふぐ）」の異体字（魚偏に八と口）であり、鮎と誤読を防ぐ為に「フクラ」と訓注がなされている。「新編武蔵国風土記稿」にこの事が書かれており、明治21年5月に内務省から出された「和名類聚抄地名索引」では十六画で「鮐浦（武蔵久良布久良）」と校正された字が用いられている。
- 1099年（康和元年） - 武蔵国司 藤原成実が港南区日野の春日神社を建立
- 1258年 - 伝法灌頂雑要抄に「武蔵国倉城郡六連庄内金沢村点越後守平実時…」の記述
- 1500年頃 - 北条幻庵が陣屋をおいたとされ、久良岐郡と呼ばれていた
- 1830年 - 新編武蔵風土記稿 巻之七十三 久良岐郡之一 郡図総説ほか[4]

### 近代以降の沿革
- 「旧高旧領取調帳」に記載されている明治初年時点での支配は以下の通り。●は村内に寺社領が、○は寺社除地[5]が存在。幕府領は、神奈川奉行所、代官・松村忠四郎（長為）支配所、代官・江川太郎左衛門支配所（韮山代官所）が管轄。（4町51村）

| 知行   | 知行                   | 村数    | 村名 |
| ------ | ---------------------- | ------- | --- |
| 幕府領 | 神奈川奉行所           | 4町 7村 | 太田町（太田村のうち町地）、戸部町、平沼新田、尾張屋新田、太田村、吉田町（吉田新田を指す）、●横浜町、中村、●北方村、●本牧本郷村、根岸村                                                                             |
| 幕府領 | 幕府領（松村支配所）   | 7村     | ●○永田村、引越村、●弘明寺村、久保村、最戸村、●堀之内村、●井土ヶ谷村 |
| 幕府領 | 幕府領（江川支配所）   | 6村     | 泥亀新田、野島村、●洲崎村、柴村、谷津村、町屋村 |
| 幕府領 | 旗本領                 | 22村    | 別所村、下大岡村、滝頭村、●磯子村、森公田村、森雑色村、森中原村、岡村、松本村、関村、雑色村、金井村、吉原村、宮下村、宮ヶ谷村、峯村、矢部野村、田中村、栗木村、中里村（現磯子区。笹下中里村とも）、氷取沢村、富岡村 |
| 幕府領 | 幕府領（松村）・旗本領 | 4村     | 中里村（現南区）、蒔田村、上大岡村、杉田村 |
| 藩領   | 武蔵金沢藩             | 5村     | ●寺前村、赤井村、宿村、●坂本村、●○(六浦)三分村 (社家分村(元瀬戸神社領)、寺分村(元常福寺領)、平分村） |

- 慶応4年
  - 3月19日（1868年4月11日） - 神奈川奉行が新政府軍に接収されて横浜裁判所となり、武蔵金沢藩領を除く当郡全域を管轄。ただし、旧韮山代官所、松村支配所管轄地域の一部事務は引き続き両支配所が扱った。
  - 4月20日（1868年5月12日） - 横浜裁判所が神奈川裁判所に改称。内務は管下の戸部裁判所が担当した。
  - 6月17日（1868年8月5日） - 神奈川裁判所が神奈川府に改称。
  - 6月29日（1868年8月17日） - 韮山代官所が韮山県に改組され、一部事務を引き継ぐ。
  - 7月10日（1868年8月27日） - 旧幕府代官の松村長為が武蔵知県事に就任。一部事務を引き続き担当。
- 明治元年9月21日（1868年11月5日） - 神奈川府が神奈川県に改称。
- 明治2年
  - 2月9日（1869年3月21日） - 武蔵知県事の一部事務を品川県が引き継ぐ。
  - 6月23日（1869年7月31日） - 金沢藩が任知藩事にともない六浦藩に改称。
- 明治4年
  - 7月14日（1871年8月29日） - 廃藩置県により藩領が六浦県の管轄となる。
  - 11月14日（1871年12月25日） - 第1次府県統合により全域が神奈川県の管轄となる。
- 明治初年 - 社家分村・寺分村・平分村が合併して三分村が成立。（4町49村）
- 明治5年（5町44村）
  - 雑色村・関村・松本村が合併して笹下村となる。
  - 宮ヶ谷村・宮下村・金井村・吉原村が合併して日野村となる。
  - 横浜町より高島町が分立。
- 明治6年（1873年） - 平沼新田より平沼町が分立。（6町44村）
- 明治8年（1875年）（6町41村）
  - 森公田村・森雑色村が合併して森村となる。
  - 赤井村・宿村・坂本村が合併して釜利谷村となる。
- 明治10年（1877年） - このころ中里村（現磯子区）が上中里村に改称。
- 明治11年（1878年）11月18日 - 郡区町村編制法の神奈川県での施行により下記の変更が行われる。
  - 横浜町・太田町・高島町・平沼町および戸部町・吉田新田の各一部の区域をもって横浜区（81ヶ町）が発足し、郡より離脱。
  - 残部に行政区画としての久良岐郡が発足。郡役所が笹下村東樹院（現在の港南区笹下二丁目）に設置。（2町41村）

### 町村制以降の沿革
- 明治22年（1889年）

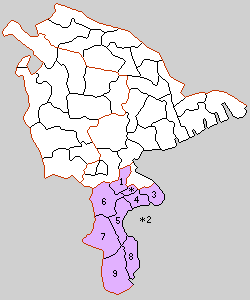
1.戸太村 2.中村 3.本牧村 4.根岸村 5.屏風浦村 6.大岡川村 7.日下村 8.金沢村 9.六浦荘村（紫：横浜市）

  - 3月31日 - 下記の各村の統合が行われる。全域が現・横浜市。（9村）
    - 戸太村 ← 平沼新田、尾張屋新田、太田村、戸部町、吉田新田（現・西区、南区）
    - 中村（単独村制。現・南区）
    - 本牧村 ← 本牧本郷村、北方村（現・中区）
    - 根岸村 ←（単独村制。現・中区、磯子区）
    - 屏風浦村 ← 磯子村、滝頭村、岡村、森村、森中原村、杉田村（現・磯子区）
    - 大岡川村 ← 堀之内村、蒔田村、井土ヶ谷村、下大岡村、上大岡村、弘明寺村、永田村、引越村、中里村、別所村、最戸村、久保村（現・南区、港南区）
    - 日下村 ← 笹下村、日野村、矢部野村、田中村、栗木村、上中里村、峰村、氷取沢村（現・磯子区、港南区）
    - 金沢村 ← 町屋村、洲崎村、寺前村、谷津村、富岡村、柴村、野島村、泥亀新田［大部分］（現・金沢区）
    - 六浦荘村 ← 三分村、釜利谷村、泥亀新田［飛地］（現・金沢区）

  - 4月1日 - 上記9村が町村制を施行。
- 明治28年（1895年）10月 - 戸太村が町制施行して戸太町となる。（1町8村）
- 明治30年（1897年） - 六浦荘村が鎌倉郡鎌倉町の一部（峠）（現朝比奈町、東朝比奈二 - 三丁目の各一部）を編入。
- 明治32年（1899年）7月1日 - 郡制を施行。
- 明治34年（1901年）4月1日 - 戸太町・中村・本牧村・根岸村が横浜市に編入。（5村）
- 明治44年（1911年）4月1日
  - 屏風浦村の北部（磯子・滝頭・岡）、大岡川村の北部（堀ノ内・井土ヶ谷・蒔田・弘明寺・下大岡）が横浜市に編入。
  - 屏風浦村の残部に改めて屏風浦村が発足。
  - 大岡川村の残部に改めて大岡川村が発足。
- 大正12年（1923年）4月1日 - 郡会が廃止。郡役所は存続。
- 大正15年（1926年）
  - 1月1日 - 金沢村が町制施行して金沢町となる。（1町4村）
  - 7月1日 - 郡役所が廃止。以降は地域区分名称となる。
- 昭和2年（1927年）
  - 4月1日 - 屏風浦村・大岡川村・日下村が横浜市に編入。（1町1村）
  - 10月1日 - 横浜市が区制を施行[6]。旧久良岐郡域に以下の3区を設置。
    - 神奈川区 ← 旧横浜区［平沼町］、旧戸太村［旧平沼新田］
    - 中区 ← 旧中村、旧本牧村、旧大岡川村、旧横浜区［平沼町を除く］、旧戸太村［旧平沼新田を除く］、旧日下村［旧笹下村・日野村］、旧根岸村［西根岸町を除く］
    - 磯子区 ← 旧屏風浦村、旧日下村［旧笹下村・日野村を除く］、旧根岸村［西根岸町］
- 昭和11年（1936年）10月1日 - 金沢町・六浦荘村が横浜市に編入。磯子区の一部となる。同日久良岐郡消滅。神奈川県内では1896年の郡の再編以来、初の郡消滅となった。

### 変遷表
| 明治11年以前                            | 明治11年    | 明治22年4月1日        | 明治22年 - 大正15年 | 明治22年 - 大正15年         | 昭和1年 - 昭和11年         | 昭和1年 - 昭和11年                 | 昭和12年 - 現在            | 昭和12年 - 現在              | 現在   |
| --------------------------------------- | ----------- | --------------------- | ------------------- | --------------------------- | -------------------------- | ---------------------------------- | -------------------------- | ---------------------------- | ------ |
| 横浜町                                  | 横浜区      | 横浜市                | 横浜市              | 横浜市                      | 横浜市                     | 昭和2年10月1日 横浜市中区          | 横浜市中区                 | 横浜市中区                   | 横浜市 |
| 太田町                                  | 横浜区      | 横浜市                | 横浜市              | 横浜市                      | 横浜市                     | 昭和2年10月1日 横浜市中区          | 横浜市中区                 | 横浜市中区                   | 横浜市 |
| 高島町                                  | 横浜区      | 横浜市                | 横浜市              | 横浜市                      | 横浜市                     | 昭和2年10月1日 横浜市中区          | 昭和18年12月1日 横浜市西区 | 横浜市西区                   | 横浜市 |
| 戸部町                                  | 横浜区      | 横浜市                | 横浜市              | 横浜市                      | 横浜市                     | 昭和2年10月1日 横浜市中区          | 昭和18年12月1日 横浜市西区 | 横浜市西区                   | 横浜市 |
| 平沼町                                  | 横浜区      | 横浜市                | 横浜市              | 横浜市                      | 横浜市                     | 昭和2年10月1日 横浜市中区          | 昭和18年12月1日 横浜市西区 | 横浜市西区                   | 横浜市 |
| 吉田新田 （北一〜四ッ目、南一〜三ッ目） | 横浜区      | 横浜市                | 横浜市              | 横浜市                      | 横浜市                     | 昭和2年10月1日 横浜市中区          | 横浜市中区                 | 横浜市中区                   | 横浜市 |
| 吉田新田 （北五〜七ッ目、南四〜七ッ目） | 吉田新田    | 戸太村                | 明治28年10月 戸太町 | 明治34年4月1日 横浜市に編入 | 横浜市                     | 昭和2年10月1日 横浜市中区          | 昭和18年12月1日 横浜市南区 | 横浜市南区                   | 横浜市 |
| 平沼新田                                | 平沼新田    | 戸太村                | 明治28年10月 戸太町 | 明治34年4月1日 横浜市に編入 | 横浜市                     | 昭和2年10月1日 横浜市中区          | 昭和18年12月1日 横浜市西区 | 横浜市西区                   | 横浜市 |
| 尾張屋新田                              | 尾張屋新田  | 戸太村                | 明治28年10月 戸太町 | 明治34年4月1日 横浜市に編入 | 横浜市                     | 昭和2年10月1日 横浜市中区          | 昭和18年12月1日 横浜市西区 | 横浜市西区                   | 横浜市 |
| 戸部村                                  | 戸部村      | 戸太村                | 明治28年10月 戸太町 | 明治34年4月1日 横浜市に編入 | 横浜市                     | 昭和2年10月1日 横浜市中区          | 昭和18年12月1日 横浜市西区 | 横浜市西区                   | 横浜市 |
| 太田村                                  | 太田村      | 戸太村                | 明治28年10月 戸太町 | 明治34年4月1日 横浜市に編入 | 横浜市                     | 昭和2年10月1日 横浜市中区          | 昭和18年12月1日 横浜市南区 | 横浜市南区                   | 横浜市 |
| 中村                                    | 中村        | 中村                  | 中村                | 明治34年4月1日 横浜市に編入 | 横浜市                     | 昭和2年10月1日 横浜市中区          | 昭和18年12月1日 横浜市南区 | 横浜市南区                   | 横浜市 |
| 本牧本郷村                              | 本牧本郷村  | 本牧村                | 本牧村              | 明治34年4月1日 横浜市に編入 | 横浜市                     | 昭和2年10月1日 横浜市中区          | 横浜市中区                 | 横浜市中区                   | 横浜市 |
| 北方村                                  | 北方村      | 本牧村                | 本牧村              | 明治34年4月1日 横浜市に編入 | 横浜市                     | 昭和2年10月1日 横浜市中区          | 横浜市中区                 | 横浜市中区                   | 横浜市 |
| 根岸村                                  | 根岸村      | 根岸村                | 根岸村              | 明治34年4月1日 横浜市に編入 | 横浜市                     | 昭和2年10月1日 横浜市中区          | 横浜市中区                 | 横浜市中区                   | 横浜市 |
| 根岸村                                  | 根岸村      | 根岸村                | 根岸村              | 明治34年4月1日 横浜市に編入 | 横浜市                     | 昭和2年10月1日 横浜市磯子区        | 横浜市磯子区               | 横浜市磯子区                 | 横浜市 |
| 磯子村                                  | 磯子村      | 屏風浦村              | 屏風浦村            | 明治44年4月1日 横浜市に編入 | 横浜市                     | 昭和2年10月1日 横浜市磯子区        | 横浜市磯子区               | 横浜市磯子区                 | 横浜市 |
| 滝頭村                                  | 滝頭村      | 屏風浦村              | 屏風浦村            | 明治44年4月1日 横浜市に編入 | 横浜市                     | 昭和2年10月1日 横浜市磯子区        | 横浜市磯子区               | 横浜市磯子区                 | 横浜市 |
| 岡村                                    | 岡村        | 屏風浦村              | 屏風浦村            | 明治44年4月1日 横浜市に編入 | 横浜市                     | 昭和2年10月1日 横浜市磯子区        | 横浜市磯子区               | 横浜市磯子区                 | 横浜市 |
| 森村                                    | 森村        | 屏風浦村              | 屏風浦村            | 屏風浦村                    | 昭和2年4月1日 横浜市に編入 | 昭和2年10月1日 横浜市磯子区        | 横浜市磯子区               | 横浜市磯子区                 | 横浜市 |
| 森中原村                                | 森中原村    | 屏風浦村              | 屏風浦村            | 屏風浦村                    | 昭和2年4月1日 横浜市に編入 | 昭和2年10月1日 横浜市磯子区        | 横浜市磯子区               | 横浜市磯子区                 | 横浜市 |
| 杉田村                                  | 杉田村      | 屏風浦村              | 屏風浦村            | 屏風浦村                    | 昭和2年4月1日 横浜市に編入 | 昭和2年10月1日 横浜市磯子区        | 横浜市磯子区               | 横浜市磯子区                 | 横浜市 |
| 堀ノ内村                                | 堀ノ内村    | 大岡川村              | 大岡川村            | 明治44年4月1日 横浜市に編入 | 横浜市                     | 昭和2年10月1日 横浜市中区          | 昭和18年12月1日 横浜市南区 | 横浜市南区                   | 横浜市 |
| 蒔田村                                  | 蒔田村      | 大岡川村              | 大岡川村            | 明治44年4月1日 横浜市に編入 | 横浜市                     | 昭和2年10月1日 横浜市中区          | 昭和18年12月1日 横浜市南区 | 横浜市南区                   | 横浜市 |
| 井土ヶ谷村                              | 井土ヶ谷村  | 大岡川村              | 大岡川村            | 明治44年4月1日 横浜市に編入 | 横浜市                     | 昭和2年10月1日 横浜市中区          | 昭和18年12月1日 横浜市南区 | 横浜市南区                   | 横浜市 |
| 弘明寺村                                | 弘明寺村    | 大岡川村              | 大岡川村            | 明治44年4月1日 横浜市に編入 | 横浜市                     | 昭和2年10月1日 横浜市中区          | 昭和18年12月1日 横浜市南区 | 横浜市南区                   | 横浜市 |
| 下大岡村                                | 下大岡村    | 大岡川村              | 大岡川村            | 明治44年4月1日 横浜市に編入 | 横浜市                     | 昭和2年10月1日 横浜市中区          | 昭和18年12月1日 横浜市南区 | 横浜市南区                   | 横浜市 |
| 永田村                                  | 永田村      | 大岡川村              | 大岡川村            | 大岡川村                    | 昭和2年4月1日 横浜市に編入 | 昭和2年10月1日 横浜市中区          | 昭和18年12月1日 横浜市南区 | 横浜市南区                   | 横浜市 |
| 引越村                                  | 引越村      | 大岡川村              | 大岡川村            | 大岡川村                    | 昭和2年4月1日 横浜市に編入 | 昭和2年10月1日 横浜市中区          | 昭和18年12月1日 横浜市南区 | 横浜市南区                   | 横浜市 |
| 中里村                                  | 中里村      | 大岡川村              | 大岡川村            | 大岡川村                    | 昭和2年4月1日 横浜市に編入 | 昭和2年10月1日 横浜市中区          | 昭和18年12月1日 横浜市南区 | 横浜市南区                   | 横浜市 |
| 別所村                                  | 別所村      | 大岡川村              | 大岡川村            | 大岡川村                    | 昭和2年4月1日 横浜市に編入 | 昭和2年10月1日 横浜市中区          | 昭和18年12月1日 横浜市南区 | 横浜市南区                   | 横浜市 |
| 上大岡村                                | 上大岡村    | 大岡川村              | 大岡川村            | 大岡川村                    | 昭和2年4月1日 横浜市に編入 | 昭和2年10月1日 横浜市中区          | 昭和18年12月1日 横浜市南区 | 昭和44年10月1日 横浜市港南区 | 横浜市 |
| 最戸村                                  | 最戸村      | 大岡川村              | 大岡川村            | 大岡川村                    | 昭和2年4月1日 横浜市に編入 | 昭和2年10月1日 横浜市中区          | 昭和18年12月1日 横浜市南区 | 昭和44年10月1日 横浜市港南区 | 横浜市 |
| 久保村                                  | 久保村      | 大岡川村              | 大岡川村            | 大岡川村                    | 昭和2年4月1日 横浜市に編入 | 昭和2年10月1日 横浜市中区          | 昭和18年12月1日 横浜市南区 | 昭和44年10月1日 横浜市港南区 | 横浜市 |
| 雑色村                                  | 笹下村      | 日下村                | 日下村              | 日下村                      | 昭和2年4月1日 横浜市に編入 | 昭和2年10月1日 横浜市中区          | 昭和18年12月1日 横浜市南区 | 昭和44年10月1日 横浜市港南区 | 横浜市 |
| 関村                                    | 笹下村      | 日下村                | 日下村              | 日下村                      | 昭和2年4月1日 横浜市に編入 | 昭和2年10月1日 横浜市中区          | 昭和18年12月1日 横浜市南区 | 昭和44年10月1日 横浜市港南区 | 横浜市 |
| 松本村                                  | 笹下村      | 日下村                | 日下村              | 日下村                      | 昭和2年4月1日 横浜市に編入 | 昭和2年10月1日 横浜市中区          | 昭和18年12月1日 横浜市南区 | 昭和44年10月1日 横浜市港南区 | 横浜市 |
| 宮ヶ谷村                                | 日野村      | 日下村                | 日下村              | 日下村                      | 昭和2年4月1日 横浜市に編入 | 昭和2年10月1日 横浜市中区          | 昭和18年12月1日 横浜市南区 | 昭和44年10月1日 横浜市港南区 | 横浜市 |
| 宮下村                                  | 日野村      | 日下村                | 日下村              | 日下村                      | 昭和2年4月1日 横浜市に編入 | 昭和2年10月1日 横浜市中区          | 昭和18年12月1日 横浜市南区 | 昭和44年10月1日 横浜市港南区 | 横浜市 |
| 金井村                                  | 日野村      | 日下村                | 日下村              | 日下村                      | 昭和2年4月1日 横浜市に編入 | 昭和2年10月1日 横浜市中区          | 昭和18年12月1日 横浜市南区 | 昭和44年10月1日 横浜市港南区 | 横浜市 |
| 吉原村                                  | 日野村      | 日下村                | 日下村              | 日下村                      | 昭和2年4月1日 横浜市に編入 | 昭和2年10月1日 横浜市中区          | 昭和18年12月1日 横浜市南区 | 昭和44年10月1日 横浜市港南区 | 横浜市 |
| 矢部野村                                | 矢部野村    | 日下村                | 日下村              | 日下村                      | 昭和2年4月1日 横浜市に編入 | 昭和2年10月1日 横浜市磯子区        | 横浜市磯子区               | 横浜市磯子区                 | 横浜市 |
| 田中村                                  | 田中村      | 日下村                | 日下村              | 日下村                      | 昭和2年4月1日 横浜市に編入 | 昭和2年10月1日 横浜市磯子区        | 横浜市磯子区               | 横浜市磯子区                 | 横浜市 |
| 栗木村                                  | 栗木村      | 日下村                | 日下村              | 日下村                      | 昭和2年4月1日 横浜市に編入 | 昭和2年10月1日 横浜市磯子区        | 横浜市磯子区               | 横浜市磯子区                 | 横浜市 |
| 上中里村                                | 上中里村    | 日下村                | 日下村              | 日下村                      | 昭和2年4月1日 横浜市に編入 | 昭和2年10月1日 横浜市磯子区        | 横浜市磯子区               | 横浜市磯子区                 | 横浜市 |
| 峰村                                    | 峰村        | 日下村                | 日下村              | 日下村                      | 昭和2年4月1日 横浜市に編入 | 昭和2年10月1日 横浜市磯子区        | 横浜市磯子区               | 横浜市磯子区                 | 横浜市 |
| 氷取沢村                                | 氷取沢村    | 日下村                | 日下村              | 日下村                      | 昭和2年4月1日 横浜市に編入 | 昭和2年10月1日 横浜市磯子区        | 横浜市磯子区               | 横浜市磯子区                 | 横浜市 |
| 町屋村                                  | 町屋村      | 金沢村                | 金沢村              | 大正15年1月1日 金沢町       | 金沢町                     | 昭和11年10月1日 横浜市磯子区に編入 | 横浜市磯子区               | 昭和23年5月15日 横浜市金沢区 | 横浜市 |
| 洲崎村                                  | 洲崎村      | 金沢村                | 金沢村              | 大正15年1月1日 金沢町       | 金沢町                     | 昭和11年10月1日 横浜市磯子区に編入 | 横浜市磯子区               | 昭和23年5月15日 横浜市金沢区 | 横浜市 |
| 寺前村                                  | 寺前村      | 金沢村                | 金沢村              | 大正15年1月1日 金沢町       | 金沢町                     | 昭和11年10月1日 横浜市磯子区に編入 | 横浜市磯子区               | 昭和23年5月15日 横浜市金沢区 | 横浜市 |
| 谷津村                                  | 谷津村      | 金沢村                | 金沢村              | 大正15年1月1日 金沢町       | 金沢町                     | 昭和11年10月1日 横浜市磯子区に編入 | 横浜市磯子区               | 昭和23年5月15日 横浜市金沢区 | 横浜市 |
| 富岡村                                  | 富岡村      | 金沢村                | 金沢村              | 大正15年1月1日 金沢町       | 金沢町                     | 昭和11年10月1日 横浜市磯子区に編入 | 横浜市磯子区               | 昭和23年5月15日 横浜市金沢区 | 横浜市 |
| 柴村                                    | 柴村        | 金沢村                | 金沢村              | 大正15年1月1日 金沢町       | 金沢町                     | 昭和11年10月1日 横浜市磯子区に編入 | 横浜市磯子区               | 昭和23年5月15日 横浜市金沢区 | 横浜市 |
| 野島村                                  | 野島村      | 金沢村                | 金沢村              | 大正15年1月1日 金沢町       | 金沢町                     | 昭和11年10月1日 横浜市磯子区に編入 | 横浜市磯子区               | 昭和23年5月15日 横浜市金沢区 | 横浜市 |
| 泥亀新田                                | 泥亀新田    | 金沢村                | 金沢村              | 大正15年1月1日 金沢町       | 金沢町                     | 昭和11年10月1日 横浜市磯子区に編入 | 横浜市磯子区               | 昭和23年5月15日 横浜市金沢区 | 横浜市 |
| 三分村                                  | 三分村      | 六浦荘村              | 六浦荘村            | 明治30年 六浦荘村           | 六浦荘村                   | 昭和11年10月1日 横浜市磯子区に編入 | 横浜市磯子区               | 昭和23年5月15日 横浜市金沢区 | 横浜市 |
| 釜利谷村                                | 釜利谷村    | 六浦荘村              | 六浦荘村            | 明治30年 六浦荘村           | 六浦荘村                   | 昭和11年10月1日 横浜市磯子区に編入 | 横浜市磯子区               | 昭和23年5月15日 横浜市金沢区 | 横浜市 |
| 鎌倉郡 峠村                             | 鎌倉郡 峠村 | 鎌倉郡 西鎌倉村の一部 | 鎌倉郡 鎌倉町の一部 | 明治30年 六浦荘村           | 六浦荘村                   | 昭和11年10月1日 横浜市磯子区に編入 | 横浜市磯子区               | 昭和23年5月15日 横浜市金沢区 | 横浜市 |

## 行政

### 歴代郡長
『神奈川県史 別編1 人物』による。
| 代 | 氏名         | 就任年月日                 | 退任年月日                 | 備考                   |
| -- | ------------ | -------------------------- | -------------------------- | ---------------------- |
| 01 | 箕輪三郎     | 明治11年（1878年）11月18日 | 明治16年（1883年）6月16日  |                        |
| 02 | 佐藤喜左衛門 | 明治16年（1883年）6月16日  | 明治19年（1886年）9月6日   |                        |
| 03 | 箕輪三郎     | 明治19年（1886年）9月6日   | 明治33年（1900年）12月23日 | 初代の再任             |
| 04 | 樋口忠五郎   | 明治33年（1900年）12月23日 | 明治35年（1902年）4月5日   |                        |
| 05 | 荒木義諦     | 明治35年（1902年）4月5日   |                            |                        |
| 06 | 伊藤金治郎   |                            |                            |                        |
| 07 | 北野右一     |                            |                            |                        |
| 08 | 羽田格三郎   |                            | 大正5年（1916年）1月17日   |                        |
| 09 | 細川義方     | 大正5年（1916年）1月17日   |                            |                        |
| 10 | 大島市次郎   | 大正8年（1919年）7月31日   | 大正9年（1920年）          |                        |
| 11 | 大島重太郎   | 大正9年（1920年）          |                            |                        |
| 12 | 民門文蔵     |                            | 大正13年（1924年）12月11日 |                        |
| 13 | 遊佐吉則     | 大正13年（1924年）12月11日 | 大正15年（1926年）6月30日  | 郡役所廃止により、廃官 |